# Appuntamento col destino (film)
Appuntamento col destino (Turn the Key Softly) è un film del 1953 diretto da Jack Lee.
Gli interpreti principali sono Yvonne Mitchell, Joan Collins, Kathleen Harrison e Terence Morgan.
Lee e Maurice Cowan hanno scritto la sceneggiatura, basata sul romanzo omonimo di John Brophy.

## Trama
Tre donne, di estrazione sociale molto differente, escono insieme dalle porte della prigione Holloway di Londra, al termine delle loro rispettive condanne.
Monica Marsden è una donna beneducata, portata alla criminalità dal suo truffaldino amante David, che le fa scontare un crimine che lui ha ideato; Stella Jarvis è una ragazza attraente che trova una facile fonte di guadagno nella prostituzione, venendo poi arrestata dopo numerose denunce per adescamento; la sig.a Quilliam è una anziana vedova di buone maniere che vive in povertà e viene condannata per furto ripetuto.
Monica invita le due altre donne a una cena al ristorante, per raccontarsi come è stato il loro primo giorno di libertà. 
Gli eventi prima e dopo la cena vengono quindi esplorati dal regista e il film segue i tre personaggi osservando come riprende la loro vita.
Durante la carcerazione Monica ha il tempo di riflettere e in principio ha pensieri di vendetta nei confronti di David; quando però lo rivede lei riscopre il sentimento iniziale che riprende, e si riconcilia.
Stella è piena di buone intenzioni a riprendere a vivere sulla retta via, lontano dalla sua lucrativa ma sordida professione precedente anche grazie a un fidanzato che l'ha attesa pur conoscendo il suo passato.
La sig.a Quilliam, trascurata dalla figlia che vive in un altro quartiere, ritorna nella sua povera casa, consolata dal suo cagnetto meticcio che ama, e considera la presenza più importante della sua vita.
Nel corso di poche ore ciascuna si trova a combattere per evitare una rapida recidiva nei loro crimini: Stella incontra le ex colleghe, la sig.a Quilliam evita di rubacchiare ai negozianti e Monica, ingannata da David, e' costretta ad aiutarlo in un furto, ma lo abbandona e David viene arrestato.
Infine Stella va all'appuntamento col fidanzato, la sig.a Quilliam nel ritrovare il cagnetto Johnny che si era perso muore investita.  Johnny viene raccolto da Monica, ormai sola.